# Cosetta Greco
Cosetta Greco, nome d'arte di Cesarina Rossi (Trento, 8 ottobre 1930 – Roma, 14 luglio 2002), è stata un'attrice italiana.

## Biografia
Partecipa ad un concorso per nuovi attori indetto dalla Scalera Film, debuttando nel cinema in piccole parti nel 1943, per poi essere scelta da Pietro Germi per una parte nel film La città si difende del 1951 e l'anno successivo da Luciano Emmer per Le ragazze di piazza di Spagna.

Cosetta Greco nel film Cronache di poveri amanti

Attiva anche in televisione, è stata nel 1959 fra gli interpreti dello sceneggiato televisivo Il romanzo di un maestro.

## Filmografia parziale

### Cinema

Cosetta Greco nel film Il brigante di Tacca del Lupo

Con Marcello Mastroianni ne Gli eroi della domenica

- La Certosa di Parma, regia di Christian-Jaque (1947)
- Anselmo ha fretta, regia di Gianni Franciolini (1949)
- Art. 519 codice penale, regia di Leonardo Cortese (1951)
- La nostra pelle, regia di Raymond Bernard (1951)
- La città si difende, regia di Pietro Germi (1951)
- La nemica, regia di Giorgio Bianchi (1952)
- Il brigante di Tacca del Lupo, regia di Pietro Germi (1952)
- Canzoni di mezzo secolo, regia di Domenico Paolella (1952)
- Le ragazze di piazza di Spagna, regia di Luciano Emmer (1952)
- Il viale della speranza, regia di Dino Risi (1953)
- Gli eroi della domenica,  regia di Mario Camerini (1953)
- Musoduro, regia di Giuseppe Bennati (1953)
- La voce del silenzio,  regia di Georg Wilhelm Pabst (1953)
- Scampolo '53, regia di Giorgio Bianchi (1953)
- Cronache di poveri amanti, regia di Carlo Lizzani (1954)
- In amore si pecca in due, regia di Vittorio Cottafavi (1954)
- Terroristi a Madrid, regia di Rafael Torrecilla  (1955)
- Foglio di via, regia di Carlo Campogalliani (1955)
- Gli innamorati, regia di Mauro Bolognini (1955)
- Sono un sentimentale, regia di John Berry (1955)
- I pappagalli, regia di Bruno Paolinelli (1956)
- I sogni nel cassetto, regia di Renato Castellani (1957)
- Cronache del '22, registi vari (1962)
- Plagio, regia di Sergio Capogna (1969)
- Lo sceriffo di Rockspring, regia di Anthony Green (1972)

### Televisione
- Canne al vento, regia di Mario Landi – miniserie TV, 4 puntate (1958)
- Il romanzo di un maestro, regia di Mario Landi – miniserie TV, 5 puntate (1959)
- Dossier Mata Hari, regia di Mario Landi – miniserie TV, 4 puntate (1967)

## Doppiatrici
- Dhia Cristiani in La città si difende, La nemica
- Lydia Simoneschi in Art. 519 codice penale
- Jole Fierro in Il brigante di Tacca del Lupo
- Gemma Griarotti in Le ragazze di piazza di Spagna
- Adriana Parrella in Viale della speranza
- Elda Tattoli in Cronache di poveri amanti
- Andreina Pagnani in Gli innamorati
- Rosetta Calavetta in Sono un sentimentale